# Kwaremont (bier)
Kwaremont is een Belgisch blond bier van hoge gisting. Kwaremont wordt sinds 2010 gebrouwen door Brouwerij De Brabandere te Bavikhove. De naam van het bier verwijst naar het dorp Kwaremont met zijn helling, de Oude Kwaremont, geliefd bij wielerliefhebbers. Daarom stond op het oorspronkelijke etiket ook de kerk van Kwaremont boven een heuvel met twee fietsers. Het heeft een alcoholvolume van 6,6%.
Vroeger werd een donker amberkleurig bier met een alcoholvolume van 7%, genaamd Oude Kwaremont, gebrouwen bij Brouwerij De Smedt. Het werd voor het eerst gelanceerd in 2001 toen Kluisbergen Dorp van de Ronde werd. Brouwerij De Brabandere heeft een overeenkomst gemaakt met deze brouwerij en de gemeente Kluisbergen zodat dit bier onder de naam Kwaremont mag gebrouwen worden. Op de steun van het glas staat een renner die de helling oprijdt. De voet van het glas is het beeld van de kasseien. De naam Kwaremont op het glas staat tevens 6,6 % hellend. 

## Lijst van varianten
- Kwaremont Bokbier (6,6% alc.) een donker bokbier
- Kwaremont 0.3 (0,3% alc.) een alcoholvrij speciaalbier, gelanceerd in 2020.

## Onderscheidingen
- In april 2012 won brouwerij Bavik De Gouden Veer voor de beste verkoopbrief.[2] Het betrof een verkoopbrief voor Kwaremont.[3]
- European Beer Star 2013 - zilveren medaille in de categorie Belgian-style Ale

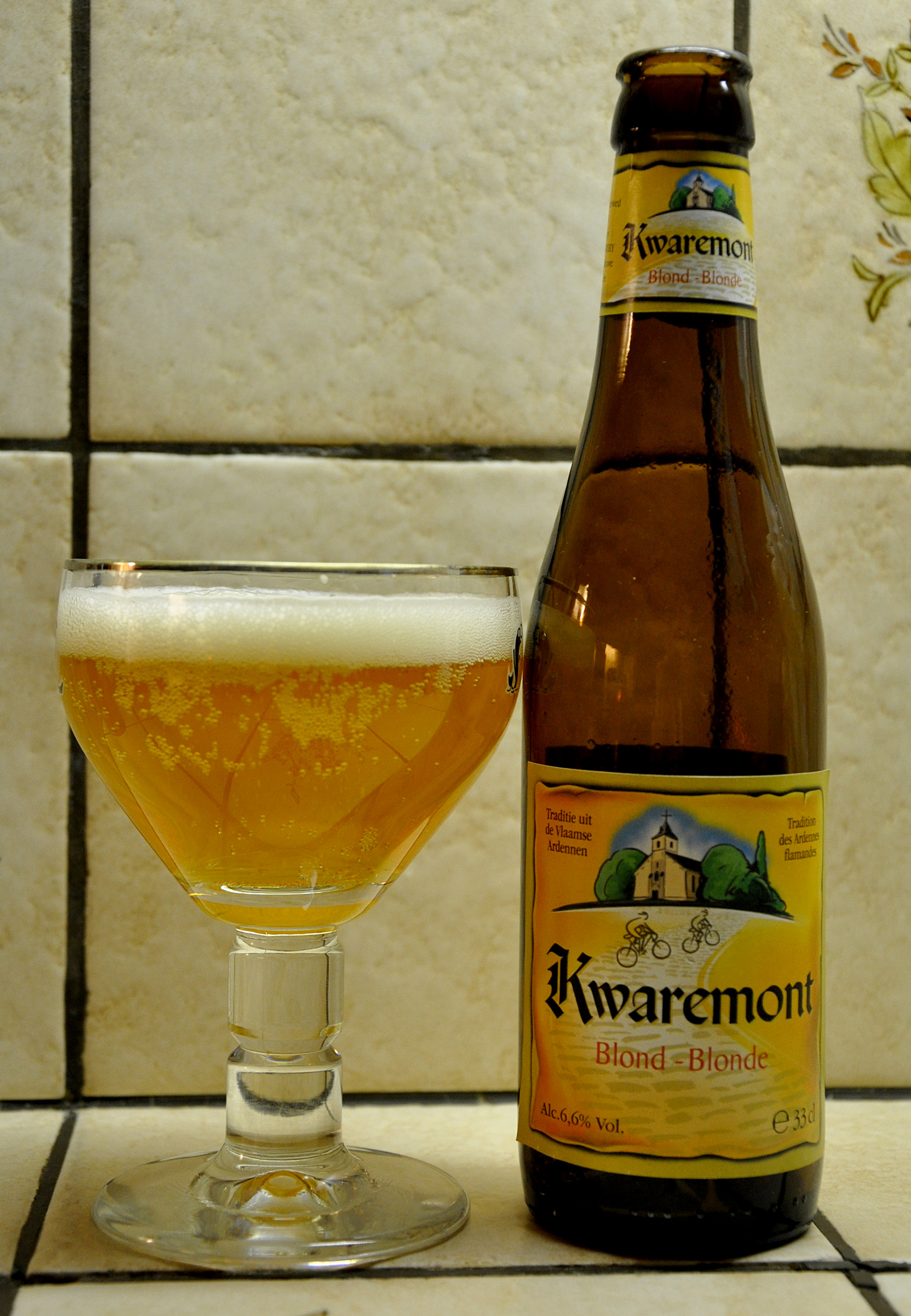
Oorspronkelijk etiket